# Доминиканская церковь (Ландсхут)
Доминиканская церковь Святого Власия (нем. Dominikanerkirche St. Blasius) — бывшая церковь доминиканского монастыря, расположенная на площади Regierungsplatz в баварском городе Ландсхут; является второй по величине церковью в городе — после церкви Святого Мартина.

## История и описание
После поселения в Ландсхуте монахов-доминиканцев из Регенсбурга в 1271 году, ими было начато строительство монастырской церкви: предположительно, строительство затянулось, что привело к освящению храма только в 1386 году. При этом, исследователями доказано, что основная конструкция крыши была возведена уже в 1291 году.